# Đ

Đ, đ는 로마자 D에 줄을 1개 그은 모양의 문자다. 세르보크로아트어 라틴 문자 표기에서는 유성 치경구개 파찰음 /dʑ/, 베트남어에서는 유성 치경 내파음 /ɗ/ , 북부 사미어와 스콜트 사미어에서는 유성 치 마찰음 /ð/ 을 나타내는데 쓰인다.

## 같이 보기
- Ð
- Ɖ
- Ɨ